# 夜遊びの帝王
『夜遊びの帝王』（よあそびのていおう）は、1970年公開の日本映画。製作：東映東京撮影所、配給：東映。

## 概要
梅宮辰夫主演による“帝王シリーズ”第一作。文献によって梅宮と山城新伍コンビによる“帝王シリーズ”とするものもある。
タイトル命名は岡田茂東映プロデューサー。本作は最初から“帝王シリーズ“としてシリーズ化が決定しており、映画公開前の『キネマ旬報』に"梅宮辰夫の新シリーズ"と紹介されているほか、ポスターに"夜の辰兄いシリーズ第一弾"と書かれている。
“帝王シリーズ“全5作品は、九州の炭鉱町から上京した梅宮が少年院時代に知り合った相棒で浅草でヤクザになっていた山城新伍を頼って上京し、夜の盛り場を舞台に共に女を騙して金を稼ぎ、成り上がって故郷に病院を建てるという内容。舞台が銀座をメインとしたり、大阪をメインに変わるが「夜の青春シリーズ」『夜の手配師』などに共通する部分も多い。

## キャスト
- 松原浩：梅宮辰夫
- 金山政雄：山城新伍
- 大場艶子：富士真奈美
- 田中じゅん子：永原和子
- 信男：小林稔侍
- 安岡：須賀不二男
- 奥山：内田良平
- 横田：諸角啓二郎
- 千代：南風夕子
- 幾代：山本マミ
- 雪子：相川圭子
- 朱実：沢知美
- 早苗：賀川雪絵
- 友子：渋沢詩子
- 珠子：三原葉子
- お清：久里千春
- 良江：三島ゆり子
- 吉川：中島信義
- イサム：須賀良
- 葬儀屋：上田吉二郎
- 重役：金子信雄
- 平山：河合絃司
- 薬局店主：由利徹
- かみさん：小桜京子
- クラブの客：待田京介

## スタッフ
- 監督：斎藤武市
- 脚本：小野竜之助
- 企画：吉野誠一・矢部恒
- 撮影：星島一郎
- 美術：北川弘
- 音楽：小杉太一郎
- 主題歌：梅宮辰夫「シンボルロック」
- 録音：小松忠之
- 照明：川崎保之丞
- 編集：田中修

## 製作
松竹大船時代に助監督として小津安二郎監督の『東京物語』などに就き、日活移籍後は監督として「渡り鳥シリーズ」や『愛と死をみつめて#映画』を大ヒットさせた斎藤武市が、1970年に東映移籍後の初監督作。タイトルからは想像し辛いが『キネマ旬報』1970年7月下旬号の「日本映画紹介」には「従来の梅宮ものとは異なり、純愛色の強いものとなっている」と書かれている。

### キャスティング
梅宮は1972年3月にクラウディア・ヴィクトリアと再婚し、キッパリ女遊びをやめたが、それまでは毎晩のように銀座のネオン街に繰り出し「夜の帝王」を自任していた。
山城新伍は「不良番長シリーズ」第4作『不良番長 送り狼』の監督・内藤誠に誘われ、自身も所属した東映京都撮影所では出番が少ないとそのまま東映東京撮影所に居ついたものだが、梅宮は「山城と付き合いがより深まったのは、コンビを組んだ“帝王シリーズ“から」と述べている。
宣伝のため、梅宮の相手を務めるホステスをオーディションで募集。40人の募集があったが、お目当て銀座のホステスは一人も来ず、新宿と渋谷のホステス12人を採用した。この中で最もマスメディアに取り上げられたのが幾代役の山本マミで、山本は日劇ミュージックホールに出ていた鵬アリサがママを務める新宿のゴーゴークラブ「マキシム」の現役ホステス兼ダンサーだった。本作の好演が認められ『不良番長 出たとこ勝負』にも出演したが、「店の宣伝になると思って出ただけよ。オッパイ出してベッドシーンもやらされちゃったの。そりゃ私だって有名になりたいけど、一週間も撮影に取られてギャラはたったの二万五千円。映画女優って割が合わない商売ね」などと不平を述べた。
また、梅宮も「ボクの主演映画はご存知のように不良性感度の高いものばかりですから、相手をする女優が、あとでテレビ出演に響くといい顔しないんです。となれば、ボク自身が出かけて行って捜してこなければならない。捜すなら、勝手知ったるネオン街が手っ取り早い。銀座のクラブには女優より美しいコがゴロゴロしていますから」とタレントのスカウトに自ら乗り出した。梅宮の実弟は銀座のナンバーワンスカウトと言われた人で、梅宮は銀座のクラブホステスを実際にスカウトし、友人の上条英男の事務所「ジュエム・カンパニー」（後に「サンズ・カンパニー」）に預けた。梅宮がスカウトしたホステスで最も売れたのが五十嵐じゅん（五十嵐淳子）。

## 主題歌
“帝王シリーズ”は、全作主題歌として梅宮が1970年に発売した「シンボルロック」を使用している。同曲は「シンボル＝男根で女を泣かせて金をせしめる」という歌詞内容が引っ掛かり、1983年に民放連の指定制度が廃止されるまで放送禁止歌だったとされる。梅宮本人はこの曲を気に入っており、晩年においてもディナーショーなどのイベントで披露することもあった。

## 帝王シリーズ
梅宮主演による“帝王シリーズ”は、同じ梅宮主演だった「夜の青春シリーズ」「夜の歌謡シリーズ」『夜の手配師』など、梅宮がプレイボーイ役、遊び人役に扮する不良路線の後継シリーズで、当初は"純愛もの"を目指したとする文献もあるが、内藤誠に監督が交代した三作目辺りから「夜の青春シリーズ」「夜の歌謡シリーズ」「不良番長」などと変わらないシリーズとなった。東映で最も長いシリーズになった同じ梅宮主演の「不良番長シリーズ」と並行して製作された。
同シリーズは、1970年7月公開の『夜遊びの帝王』を第一作に、第二作『女たらしの帝王』（1970年9月）、第三作『未亡人ごろしの帝王』（1971年5月）、第四作『ポルノの帝王』（1971年12月）、第五作『ポルノの帝王 失神トルコ風呂』（1972年6月）がシリーズ最終作。シリーズ全てのタイトル命名は岡田茂プロデューサー。シリーズは全作、メイン作である鶴田浩二、高倉健、若山富三郎主演の任侠映画シリーズと併映された。岡田から「添え物だから何をやってもいい。併映作を目的に劇場に来たお客さんに、メインのヤクザ映画を観てもらえ」という指示が現場に出ていた。
第一作、第二作の監督が斎藤武市で、第三作から岡田茂が監督を内藤誠に交代させた。第三作～第五作が内藤誠監督。斎藤は第三作『未亡人ごろしの帝王』の同時上映でメイン作の任侠映画『極悪坊主 飲む打つ買う』の監督にスライドしている。脚本は5本全て小野竜之助であるが、全作ほぼ似通っており、梅宮が夜の盛り場を舞台に女性絡みの仕事で成り上がるというストーリー。梅宮辰夫と山城新伍の役名も一字ずつ変わる。監督が内藤に交代した第三作以降は、はっきり、梅宮が巨大なシンボルを武器に成り上がるという設定を打ち出した。

## 作品の評価
- 映画評論家・深沢哲也は「梅辰の性格設定が同じ過ぎる。落語映画」と評した[38]。

## 同時上映
『遊侠列伝』
- 監督：小沢茂弘 / 主演：高倉健 / 脚本：大和久守正